# Новодніпровська сільська рада
| Новодніпровська сільська рада — колишній орган місцевого самоврядування у Кам'янсько-Дніпровському районі Запорізької області з адміністративним центром у с. Новодніпровка. Історична дата утворення: 1920 рік. Водоймища на території, підпорядкованій даній сільській раді: Каховське водосховище. Сільській раді підпорядковані населені пункти: - с. Новодніпровка - с. Гуртове - с. Подове - с. Цвіткове |

## Склад ради
Рада складається з 16 депутатів та голови.
Партійний склад ради: Партія регіонів — 14, Сильна Україна — 1, Народна Партія — 1.

### Керівний склад ради
| ПІБ                       | Основні відомості                                                         | Дата обрання | Дата звільнення |
| ------------------------- | ------------------------------------------------------------------------- | ------------ | --------------- |
| Трубка Василь Харлампович | Сільський голова, 1953 року народження, освіта, безпартійний              | 26.03.2006   | 31.10.2010      |
| Трубка Василь Харлампович | Сільський голова, 1953 року народження, освіта вища, член Партії регіонів | 31.10.2010   |                 |

Примітка: таблиця складена за даними джерела